# Denis Makarov
Denis Makarov (ros. Денис Макаров, Dienis Makarow; ur. 23 grudnia 1986 w Jarowoje) – niemiecki bokser rosyjskiego pochodzenia, mistrz Europy z 2010 roku.
Urodził się na rosyjskiej Syberii, lecz reprezentuje Niemcy, dokąd wyemigrował w 1998 roku.
Największym jego osiągnięciem jest złoty medal mistrzostw Europy w Moskwie w 2010 roku w wadze piórkowej. Dwa lata wcześniej w mistrzostwach Starego Kontynentu zdobył brązowy medal w wadze koguciej.